# Rainer Jogschies

Rainer Jogschies (2020)

Rainer Jogschies (auch Rainer B. Jogschies,  * 10. November 1954 in Hamburg) ist ein deutscher Politologe und Publizist. Er veröffentlichte zahlreiche Essays unter anderem zur Atommüll-Semiotik sowie zur bundesdeutschen Popmusik vor und nach der Neuen Deutschen Welle.

## Ausbildung und Beruf
Rainer Jogschies studierte 1973 nach einem humanistischen Abitur klassische Politikwissenschaften, Geschichte und Philosophie an der Universität Hamburg, unter anderem bei Peter Reichel und Günter Trautmann. 1979 schloss er als Diplom-Politologe ab.
Während er als Journalist arbeitete, promovierte er 1984 bei Winfried Steffani und Hans Kleinsteuber mit einer demokratie-theoretischen Schrift zur Bürgerbeteiligung an der Stadtplanung.
Er war von kurz nach der Gründung bis 2023
Mitglied der Deutschen Vereinigung für Parlamentsfragen.
Als Journalist schrieb Jogschies ab Ende der 1970er Jahre freiberuflich für die Wochenzeitungen vorwärts und das Deutsche Allgemeine Sonntagsblatt, die Illustrierte stern, das Magazin Der Spiegel, für die „Jugendzeitschriften“ Sounds und Musikexpress sowie das gewerkschaftliche Monatsheft kunst & kultur.
Seine Themen waren die andauernde Ökologie-Nichtachtung in Deutschland sowie die sich anscheinend (nicht) wandelnde „deutsche“ Pop-Szene.
Anfang der Achtziger war er für zwei Jahre Redakteur der wieder gegründeten Illustrierten Twen, neben dem früheren Sounds-Kollegen Michael O. R. Kröher und dem ehemaligen konkret-Redakteur Hartmut Schulze.
Als der Staatsminister für Außenpolitik Jürgen W. Möllemann (FDP) später mit einer PR-Agentur die Zeitschrift „Twen“ übernahm, zeigte Rainer Jogschies ihn 1983 bei der Staatsanwaltschaft München I wegen Verdachts des Betruges und Verstoßes gegen das „Gesetz über die Rechtsverhältnisse der Parlamentarischen Staatssekretäre“ an. Anfangs bestritt Möllemann diese Vorwürfe, schloss jedoch im September 1984 einen Vergleich, wenn der Autor seine Klage vor dem Landgericht München fallenließe.
Ende der 1990er Jahre konzipierte Rainer Jogschies ein neuerliches Twen-Revival. Die Heftideen wurden nicht realisiert.
Jogschies verfasste seit den Siebzigerjahren viele Hörfunk-Beiträge für den NDR und den WDR. Ab den 1990er Jahren schrieb er Drehbücher für den NDR und das ZDF. Er führte dabei teils Regie.
1992 erhielt er für sein Fernsehspiel Vier Wände den letztmalig verliehenen Medienpreis „Glashaus“.
Er veröffentlichte zahlreiche Sach- und Fachbücher sowie Romane, beginnend 1985 mit der mehrfach wieder aufgelegten Reportage Wo, bitte geht´s zu meinem Bunker? und zuletzt 2021 dem Essay Guttenberg goes Purple – ‚Zapfenstreich‘ des Bundesverteidigungsministers und andere Vereinnahmungen der Pop-Geschichte.
Mit den Schriftstellern Gunter Gerlach, Lou A. Probsthayn, Michael Weins und anderen gründete er 1999 die Autorengruppe Hamburger Dogma mit umstrittenen „Regeln“ zu einer zeitgemäßen Formensprache.
Mit der Organisationspsychologin Antje Hadler, die ihn nach zwanzig Jahren Beziehung 2000 heiratete, baute er in Berlin ab 2004 den unabhängigen Kleinverlag Nachttischbuch auf. Nach ihrem Tod am 22. März 2021 blieb er der alleinige Verleger.

## Ehrenamtliches Engagement
Rainer Jogschies gründete 1974 die „Arbeitsgemeinschaft Harburger Rockmusiker“ (AHR) und vernetzte sie mit anderen lokalen oder regionalen Musikerinitiativen, beispielsweise mit der lokalen „Musikerinitiative München“ (MIM) oder mit der regionalen „Musikerinitiative-Ostwestfalen/Lippe“ (MOL), die jährlich das legendäre Open-Air-Festival in Vlotho „umsonst & draußen“ veranstaltete.
Er konzipierte 1979 gemeinsam mit Dieter Baacke die bilanzierenden Pop-Dekadentagungen, die er über fünf Jahrzehnte als Debattenraum kuratierte und leitete.
Mit Hermann Rauhe entwarf er 1981 den Modellversuch Popularmusik, den ersten Ausbildungsweg für Pop-Musiker an einer bundesdeutschen Hochschule.

## Monographien, Anthologien (Auswahl)
- Rainer Jogschies (Hrsg.): Aus dem neuen Wörterbuch des Unmenschen. Frankfurt/M. 1987. Mit Beiträgen von Robert Jungk, Heinz Galinski, Iring Fetscher, Rio Reiser, Henning Scherf, Axel Eggebrecht, Peter Gatter, Karin Struck u.v.a.m. ISBN 3-8218-1099-8
- Wo, bitte, geht´s zu meinem Bunker? Von einem der auszog, sich vor dem Atomtod zu schützen. Mit einem Nachwort von Horst-Eberhard Richter, Hamburg 1985, ISBN 3-921909-04-X und Berlin 1988, ISBN 3-548-34443-7 sowie Berlin 2010, ISBN 978-3-937550-19-0
- Der Buchmesser. Roman, Berlin 2004, ISBN 978-3-937550-00-8 sowie der (mit einem Essay-Anhang stark erweiterten) Neuauflage, Berlin 2009, ISBN 978-3-937550-16-9
- Nirwana der Nichtse. Reportagen, Berlin 2005, ISBN 978-3-937550-02-2
- Mantra Nine-Eleven. Babylon Towers Revisited. Essay, Hamburg 2021, ISBN 978-3-937550-36-7
- Die Non-Stop-Gesellschaft. Essay, Berlin 2004, ISBN 978-3-937550-01-5
- Rainer Jogschies (Hrsg.): Vier Wände. Materialsammlung, Hamburg 2020, ISBN 978-3-937550-34-3
- Einige Erinnerungen an eine vergangene Zukunft, Harburg, Joachim und Horst. Autobiographisches, Hamburg 2021, ISBN 978-3-937550-32-9
- Guttenberg goes Purple. Essay, Hamburg 2021, ISBN 978-3-937550-33-6

## Drehbücher/Regie (Auswahl)
- Vier Wände. Eine Deutsche Einheit. Hamburg 1990 (NDR). Fernsehspiel mit Dominique Horwitz; Regie: C. Cay Wesnigk. („Glashaus“-Medienpreis 1992)
- Seelenpolaroids. Spielszenen mit Christoph Eichhorn, Regie: Horst Königstein, NDR 1990
- 1990 – War da was? Spiel/Dokumentation, NDR, Hamburg 1991
- Sympathy for the Devil – Zwanzig Jahre danach. Zweiteilige Reportage (1. Teil: Der Bildverbesserer und der Clown; 2. Teil: Der Buddha und die Friseuse), Regie: Rainer Gottwald. NDR 1992,
- Tabu Tabu. Dokumentation über Sexualität und stern-Titelbilder. Mit Inge Meysel. NDR Mai 1995
- Drei Gänge (durch Deutschland). Gespräche zu den Achsen deutscher Identität. Mit Tamara Danz, Volkhard Knigge, Detlef Hoffmann, Silke Wenk, Annette Berr; NDR1994
- Fünfzig Meter (Große Freiheit.). Deutsches Vergnügen. Live-Show von der „Großen Freiheit“ auf St. Pauli und aus dem NDR-Archiv. Mit Carsten Pape, Michael Batz, Clemens Maria Haas u.v.a.m., NDR 1996
- Beam mich rauf, Scotty! Das Weltall fängt in Harburg an. Reportage über deutsche Star-Trek-Fans in der Reihe 24 Stunden, Sat.1, Köln 1996
- Ball Spiel. Slapstick-Kinderfilm (ohne Worte) in der Reihe Siebenstein, ZDF (November 1998) sowie Kinderkanal (KiKa). Festival-Beitrag auf den Nordischen Filmtagen (Lübeck 1998) und beim Goldenen Spatz (Gera 1999) sowie bei den 45. Internationalen Kurzfilmtagen, Oberhausen 1999. Regie: C. Cay Wesnigk
- Mich mit Flügeln kann ich mir gar nicht vorstellen! Das „letzte“ Interview der Schauspielerin Inge Meysel. Mit Eva Gesine Baur, NDR 2005